# اسکات گرین (بازیکن فوتبال)
اسکات گرین (انگلیسی: Scott Green؛ زادهٔ ۱۵ ژانویهٔ ۱۹۷۰) بازیکن فوتبال اهل بریتانیا است.
از باشگاه‌هایی که در آن بازی کرده‌است می‌توان به باشگاه فوتبال دربی کانتی، باشگاه فوتبال ویگان اتلتیک، باشگاه فوتبال ورکسام، و باشگاه فوتبال بولتون واندررز اشاره کرد.